# La buca (film)
La buca è un film del 2014 diretto da Daniele Ciprì.

## Trama
Armando è appena uscito di galera dopo aver scontato una pena di trent'anni (ridotti a ventisette per buona condotta) per omicidio e rapina, di cui si professa innocente. Adotta un cane, trovato per caso fuori dal carcere, a causa del quale incontra Oscar, avvocato misantropo e truffaldino, che lo convince ad intentare una causa contro lo stato e chiedere un risarcimento milionario. Armando racconta la sua storia e svela che aveva un carissimo amico, Tito, che a sua insaputa aveva organizzato la rapina durante la quale c'era scappato un morto, e una ragazza che amava, Arianna, che lavorava con lui come cameriera in una festa. Racconta anche che l'auto dei ladri in fuga si era incendiata in seguito ad un incidente, e che Arianna era scomparsa.
A supportarli c'è Carmen, la proprietaria di un bar posto davanti alla casa-ufficio di Oscar, che ha avuto un flirt con l'avvocato e che si sente attratta dall'ex carcerato. L'avvocato si impegna a cercare testimoni e prove per sostenere l'innocenza. Recuperate le foto della serata fatale, Carmen scopre in una di queste la presenza di un bambino mai citato nel processo. Armando invece viene a sapere dove si trova il padre di Arianna, ormai malato e affetto da amnesia, e da lì arriva alla dimora di Arianna a San Bernardino, in Svizzera, dove si era eclissata facendosi chiamare Rosa Leonardi. Si reca sul luogo e qui incontra la figlia di Arianna che rivela la morte della madre. Sfumata la possibilità che la donna testimoni a favore di Armando nel processo di revisione, Oscar concentra la difesa sulla testimonianza del bambino, ormai divenuto adulto, imbeccandolo con falsi ricordi, ma in udienza viene fuori la sua inattendibilità. Si presenta invece Tito che testimonia dell'innocenza dell'amico e rivela che il cadavere carbonizzato trovato nell'auto bruciata non era il suo ma quello di un complice. Inoltre confessa ad Armando che lui e Arianna erano fuggiti insieme, avevano cambiato identità ed avevano avuto una figlia, e che inoltre gli restava poco da vivere. Armando viene riconosciuto innocente ma non risarcito e Oscar, che lo aveva ospitato insieme al cane, lo caccia di casa. Di fronte alla casa dell'avvocato, a causa di una buca stradale viene investito, pur senza gravi conseguenze, da un autobus e Oscar inizia subito a progettare un processo legale per risarcimento.

## Produzione
Il film è stato prodotto da Passione Produzioni, RAI Cinema e Imago Film. La post-produzione è stata effettuata da Reset VFX S.r.l.

## Distribuzione
Il film è uscito nei cinema il 25 settembre 2014, distribuito da Lucky Red. Nel 2015 viene portato a I 400 Corti Film Fest.

## Riconoscimenti
- 2015 - David di Donatello
  - Candidatura Migliori effetti speciali a Reset Vfx
- 2015 - Globo d'oro
  - Candidatura Migliore musica a Pino Donaggio
- 2015 - Ciak d'oro
  - Candidatura Migliore fotografia a Daniele Ciprì
- 2015 - Bobbio Film Festival
  - Premio Migliore Regia a Daniele Ciprì
  - Premio Migliore Attore a Sergio Castellitto